# サリーチェ・サレンティーノ
サーリチェ・サレンティーノ（イタリア語: Salice Salentino）は、イタリア共和国プッリャ州レッチェ県にある、人口約8600人の基礎自治体（コムーネ）。

## 地理

### 位置・広がり

#### 隣接コムーネ
隣接するコムーネは以下の通り。括弧内のTAはターラント県、BRはブリンディジ県所属を示す。
- アヴェトラーナ (TA)
- カンピ・サレンティーナ
- グアニャーノ
- ナルド
- サン・パンクラーツィオ・サレンティーノ (BR)
- ヴェーリエ